# Açai (fruit)
L'açai est le terme portugais (emprunté à la langue tupi) pour désigner le fruit du palmier wassaï (Euterpe oleracea). L'usage de ce terme s’est imposé en France, concurremment avec le succès commercial des « açai bowls ». Ce fruit récolté en Amazonie, principalement au Brésil, en Colombie, au Pérou, ainsi qu’en Guyane française est réputé pour sa forte activité antioxydante et ses propriétés anti-inflammatoires  propriétés qui lui ont valu le qualificatif de « superfruit » et un intérêt grandissant à partir de 2008, en Amérique du Nord, en Europe, au Japon et ailleurs.

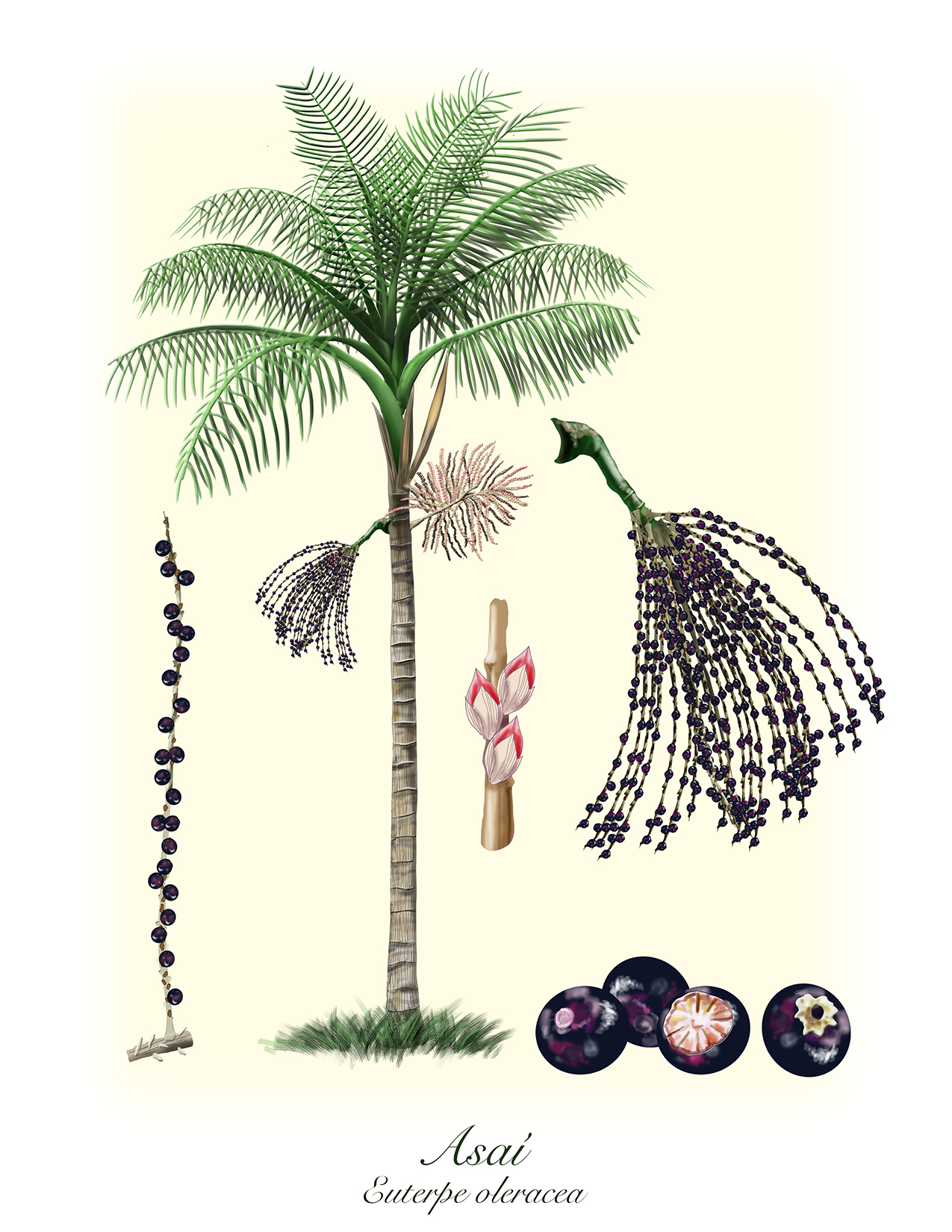
Açai, ou wassaï, pinot, Euterpe oleracea.

Le fruit du palmier Euterpe oleracea est une drupe (un fruit charnu à noyau comme la cerise) mais à la suite des anglosaxons qui l’appellent « açai berry », l’expression de « baie d’açai » se rencontre souvent en français. À l’encontre de la baie de myrtille qui contient de nombreux pépins, l’açai contient un très gros noyau couvert d’une mince couche charnue et d’une peau (épicarpe) très colorée à maturité. C’est cette pulpe d’açai qui attire de plus en plus l’attention des chercheurs en pharmacologie et des restaurateurs.
La consommation du fruit du palmier Euterpe oleracea est attestée dès le Ve siècle dans la région de Marajó, à l’embouchure de l’Amazone. De nos jours, le nectar d’açai frais constitue une part importante de la consommation de certains peuples d’Amazonie, notamment pendant la période de fructification du palmier. Le fruit comme le nectar est très périssable, mais grâce à la lyophilisation ou la congélation de la pulpe, il est devenu possible de le consommer en milieu urbain au Brésil puis à l’international, en Amérique du Nord, Europe, Japon et Chine. La filière industrielle de production et de transformation de l’açai se situe à Belém dans l’état de Pará au Brésil.
Au Brésil, le nectar d’açai est agrémenté de manioc, de cassave, de tapioca ou sert d’accompagnement pour les plats de poissons ou de viande grillée. En Europe et dans de nombreux pays, de plus en plus de restaurants servent des açai bowls, assemblant le nectar surgelé d’açai, du granola et divers fruits de saison locaux.
Dans la pulpe d’açai, les lipides représentent le nutriment le plus abondant (jusqu’à 48 %). Ce qui explique que la pulpe soit très énergétique. Elle est aussi très riche en fibres alimentaires mais pauvre en sucre. Elle apporte tous les  minéraux essentiels (calcium, fer, magnésium et zinc) mais les niveaux de manganèse et de cuivre sont bien plus élevés que pour les sources traditionnelles de l’alimentation humaine.
La richesse en composés phénoliques, en acides gras insaturés, en phytostérols et en fibres alimentaires expliquent sa forte activité antioxydante et ses multiples propriétés susceptibles de protéger le corps humain contre l'athérogenèse et d'autres maladies dégénératives liées au stress oxydatif et au métabolisme lipidique dysfonctionnel. Son activité anti-inflammatoire est bien établie.

## Composition de la pulpe d’açai
Le fruit d’Euterpe oleracea est une drupe de 1 à 2 cm de diamètre, d’un violet très foncé, avec un noyau occupant la majeure partie du fruit et une pulpe qui à maturité développe des saveurs de chocolat et de fruits rouges.
La pulpe de l’açai est largement consommée en raison de sa haute valeur nutritionnelle et de ses bienfaits pour la santé. Ces propriétés sont à l'origine de son statut de « superfruit », au même titre que la grenade, les myrtilles, les mûres, etc.

### Macronutriments
Lipides, glucides et protéines sont les macronutriments, qui apportent l’énergie et les éléments bâtisseurs nécessaires à la vie.
La composition en macronutriments de l'açaí a été étudiée par H. Rogez (2000), par Schauss et al. (2006), et Neri-Numa (2018). Voyons les analyses de Schauss et al (2006) faites sur de la pulpe lyophilisée de fruits d’Euterpe oleracea et de Neri-Numa et al (2018) qui propose des intervalles de valeurs (obtenus par d’autres travaux) :
Lipides, protéines et glucides (ainsi qu’éthanol) sont les éléments énergétiques de l’alimentation tandis que les fibres, les minéraux, les vitamines et l’eau sont les éléments non énergétiques. Les fibres alimentaires sont des glucides non nutritifs qui ne sont ni digérés, ni absorbés au travers de la muqueuse intestinale: ce ne sont donc pas des nutriments (mais nous les gardons dans le tableau ci-contre qui donne la présentation de Schauss et al., souvent citée).

#### Lipides
Les lipides représentent de 32,5 à 48 % de la matière sèche de l'açai (pour Neri-Numa et al.), ce qui est une teneur importante pour un fruit charnu (mais déshydraté par lyophilisation). L’açai est un fruit très énergétique dont une grosse majorité de l’énergie est apportée par ses lipides. Seuls les fruits à coque (noix, amande, macadamia etc.) ont des graines oléagineuses plus riches en lipides et donc apportent plus d’énergie.
La portion lipidique est composée de 56,2 % d’acide oléique (oméga-9), 24,1 % d’acide palmitique (acide gras saturé) et 12,5 % d’acide linoléique (oméga-6) ; la totalité des acides gras insaturés représente 73,9 % de tous les acides gras. Notons toutefois que le taux d’oméga-3 est vraiment très faible (0,1-0,3 %).
L’açaí a une concentration importante de phytostérol bêta-sitostérol (78-91 % du pourcentage de stérols total). Le bêta-sitostérol contribue également à réduire le taux de cholestérol sanguin.

#### Fibres alimentaires
Avec un taux allant de 22 à 44 g/100 g de matière sèche, l’açaí est extrêmement riche en fibres alimentaires, principalement insolubles. Ces constituants ont un effet positif sur la sensation de satiété et retardent la sensation de faim. Les fibres alimentaires améliorent également le transit intestinal car elles augmentent le volume du bol alimentaire et changent la consistance des selles. Elles stimulent également les contractions de l’intestin et favorisent l’activité bactérienne du côlon.

#### Glucides
À première vue, l’açai est riche en glucides (52 %) mais ces glucides sont constitués essentiellement de fibres alimentaires non digestibles. Aussi, sa teneur en sucres simples est proche de zéro (1,3 %), d’où son intérêt dans les régimes pauvres en sucres (glucose 0,8 %). Les autres glucides de l'açai sont peu assimilables, comme l’arabinose, le mannose et le galactose.

### Micronutriments
Les minéraux et les vitamines  sont les micronutriments qui n’apportent pas d’énergie mais ont un rôle fonctionnel.

#### Minéraux
Selon la terminologie d'Auvinet et al, les minéraux comprennent les électrolytes (calcium, chlore, potassium, sodium, magnésium, phosphore) et les oligo-éléments (fer, iode, zinc, cuivre, sélénium, manganèse, etc.).
Ces métabolites sont nécessaires pour l’organisme à des quantités différentes même s’ils interviennent à très faibles doses. Le tableau ci-contre synthétise leur quantité dans  la pulpe d’açaí (en mg/100 g de matière sèche), en fonction des apports journaliers recommandés (AJR) établis par la Commission européenne,.
L’açaí est riche en minéraux essentiels (calcium, fer, magnésium et zinc) mais les niveaux de manganèse (et accessoirement de cuivre) sont bien plus élevés que pour les sources traditionnelles de l’alimentation humaine. Vivian da Silva Santos et al se sont demandé si la consommation brésilienne moyenne de pulpe d'açaï de 300 ml/personne/j conduisant à un apport journalier en manganèse Mn (14,6 mg en moyenne) dépassant considérablement l’AJR, n’aurait pas des effets indésirables pour certaines personnes, car l’absorption du fer est altérée par le manganèse ? Ne pourrait-on pas dépasser le seuil de toxicité ?
Le manganèse Mn a un pouvoir antioxydant ; il aide à la production d'énergie, a un effet bénéfique sur l'ossature et aide à la formation des tissus conjonctifs. Mais on sait aussi qu’un apport élevé en Mn peut produire des effets néfastes sur les structures cérébrales, entraînant un ensemble de symptômes similaires à ceux de la maladie de Parkinson (comme le manganisme ou « maladie des soudeurs »). Il interfère aussi avec l’absorption du fer. Inversement, une carence en manganèse entraîne une croissance médiocre, des anomalies squelettiques et des troubles de la reproduction.
Lors d’une ingestion alimentaire importante, le manganèse est rapidement absorbé au niveau de l’intestin grêle par transport actif. Il est alors soumis à des processus homéostatiques complexes qui assurent le maintien de la charge corporelle entre 12 et 20 mg chez l’adulte. L’excrétion biliaire et pancréatique assurerait en partie l’homéostasie. L’augmentation de l’apport de manganèse alimentaire provoque, de manière compensatoire, une diminution de l’absorption gastro-intestinale de celui-ci, ainsi qu’une augmentation de son excrétion biliaire. C’est pourquoi, on peut penser que l’exposition orale à de grande quantité de manganèse est sans danger.
Cependant V. da Silva Santos et al. concluent prudemment leur étude en indiquant que les personnes ayant une alimentation pauvre en fer, les végétariens, doivent prendre garde qu’un apport élevé en açaí augmentera considérablement l'accumulation de Mn dans le corps et augmentera les risques d'effets indésirables. Il est donc conseillé de consommer l’açai avec prudence, pour les personnes carencées en fer ou pour les enfants les plus susceptibles aux intoxications car leurs systèmes enzymatiques ne sont pas complets.
Le cuivre renforce le système immunitaire, facilite le transport du fer dans le sang et contribue à la pigmentation de la peau et des cheveux.

#### Les composés phytochimiques

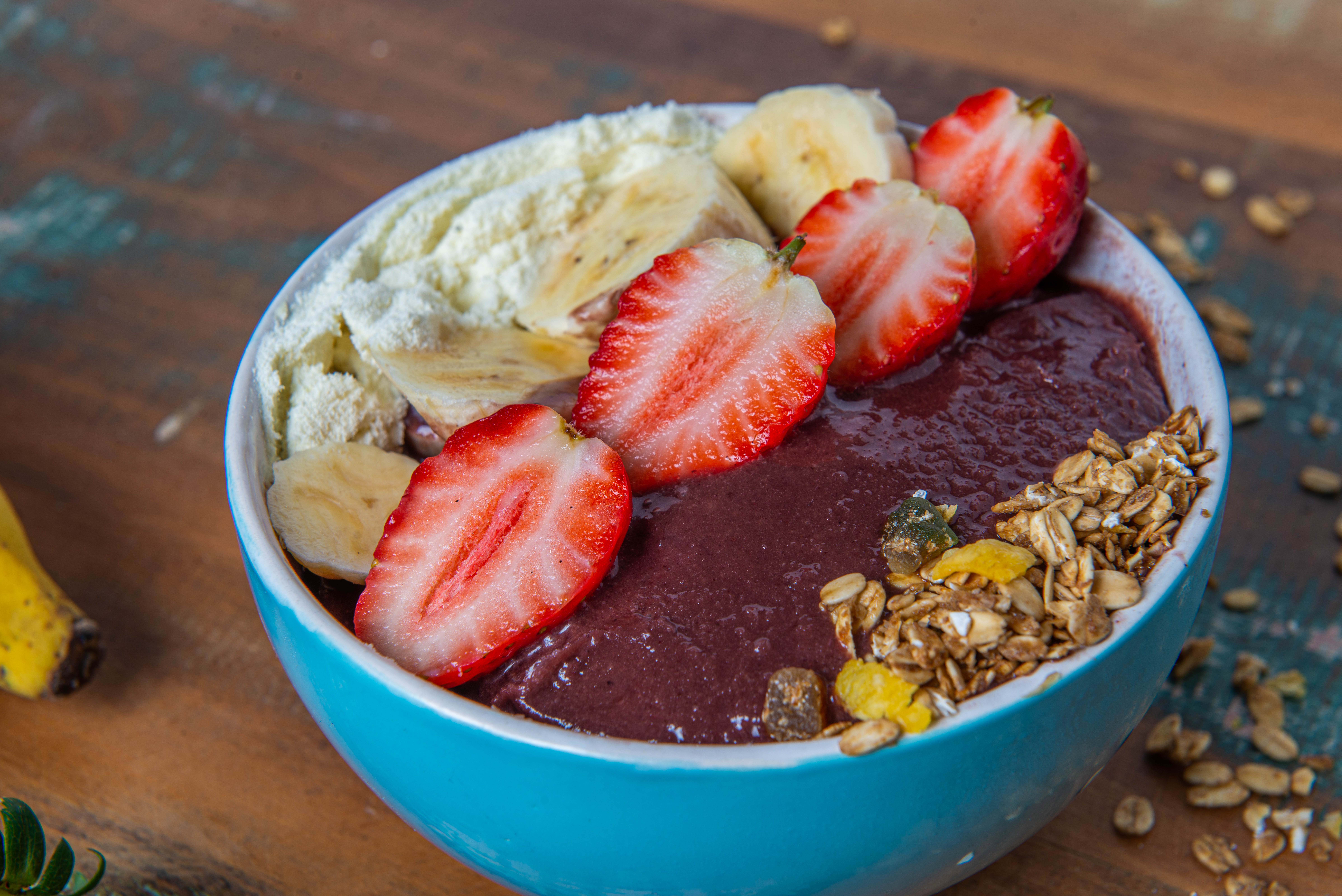
Bol d’açai avec des bananes, des fraises et du granola. Plat typiquement brésilien.

Les composés phytochimiques sont des composés bioactifs non nutritifs (flavonoïdes, phytostérols, polyphénols, etc.) qui sont reliés à une diminution des risques de maladies chroniques. Des études scientifiques,, ainsi que deux grandes bases de données (USDA et Phenol-Explorer) répertorient des mesures des composés phytochimiques dans les aliments.
L’açaí est un fruit qui possède un taux important de polyphénols (voir les valeurs dans le tableau ci-dessous). Les polyphénols présents dans l’açaí appartiennent majoritairement à la sous-classe des flavonoïdes et notamment aux anthocyanidines. Les anthocyanes, glycosides d’anthocyanidines (cyanidine 3-glucoside, cyanidine 3-rutinoside), sont responsables de la pigmentation pourpre de l’açaí. On y trouve aussi d’autres flavonoïdes (épicatéchine, quercétine, catéchine, vélutine, etc.), des acides phénoliques (acide gallique, protocatéchique...) et les stilbènes (resvératrol).
Ces molécules phénoliques peuvent inhiber la formation de radicaux libres et ainsi empêcher ou ralentir l’oxydation de certaines molécules. Un radical libre est un atome ou une molécule qui a gagné ou perdu un électron, le rendant instable. Cette molécule n’aura de cesse de capter ou céder un électron aux molécules avoisinantes provoquant ce qu’on appelle le stress oxydatif. Ces réactions peuvent être réduites dans l’organisme grâce aux antioxydants de type polyphénol (entre autres).

## Propriétés pharmacologiques

### Pouvoir antioxydant
La pulpe d'açaí et ses fractions polyphénoliques présentent une forte activité antioxydante d'après divers essais in vitro, principalement contre les radicaux DPPH, ou les radicaux superoxyde O2•− et hydroxyle HO• et l'acide hypochloreux. Des essais cellulaires in vitro ont également démontré que la pulpe peut réduire la production de dérivés réactifs de l'oxygène (ROS) dans les érythrocytes humains et les cellules polymorphonucléaires (ROS PMN) exposés à un stress oxydatif. L’açai a fourni une forte inhibition de la formation de ROS, indiquant des propriétés anti-inflammatoires.
L'activité antioxydante de l'açai se concentre principalement sur les superoxydes et les radicaux péroxyles avec une activité moindre sur la peroxynitrite et une faible activité sur les radicaux hydroxyles,,.
Dans les années 1990-2010, on mesurait la capacité antioxydante par la méthode ORAC (Oxygen Radical Absorbance Capacity). Cette méthode est maintenant controversée. Il a été montré que des produits naturels complexes peuvent avoir des propriétés antioxydantes similaires mais des effets différents sur les cellules humaines. Pour aller au-delà des indices de pouvoir antioxydant (ORAC, DPPH, ABTS, etc.), il est nécessaire actuellement de recourir soit à des systèmes de tests cellulaires plus complexes, soit à des essais cliniques complets mais très onéreux soit à la méthode statistique multivariée pour analyser globalement les valeurs des composés bioactifs et les indices de pouvoir antioxydant.
Méthode statistique multivariée
La teneur en composés phytochimiques bioactifs des fruits dépend directement de facteurs naturels tels que le cultivar, la région de culture, la méthode de culture, les aléas météorologiques et la maturité, et de plus, le processus de traitement après récolte lui-même peut affecter ces caractéristiques. Ces variations importantes rendent difficiles les comparaisons des composés bioactifs entre différents fruits.
Dans le cadre de l'analyse des composés phénoliques et des activités antioxydantes des fruits, la méthode statistique CCSWA peut être utilisée pour analyser les relations entre plusieurs variables mesurées (comme la teneur en composés phénoliques, la teneur en flavonoïdes, la capacité antioxydante totale, etc.) et pour établir des classifications ou des groupes de fruits ayant des propriétés similaires (Qannari et al, 2000). C’est la méthode utilisée par Ana Paula Stafussa et al pour analyser les composés bioactifs et l’activité antioxydante de 44 fruits du Brésil, originaires ou importés, comme l’açai (Euterpe oleracea), l’acérola (Malpighia emarginata), la mûre (Rubus fruticosus), le framboisier (Rubus idaeus), le kiwi (Actinidia deliciosa), le panã (Annona crassiflora (en)) etc.
Trois mesures de composés phytochimiques ont été retenus : les Composés phénoliques totaux (CPT)  (par la méthode Folin-Ciocalteu), la Teneur en flavonoïdes totaux (TFT) (lecture avec un spectrophotomètre avec la catéchine comme étalon), et la Teneur en anthocyanines monomériques (TAM) (les mesures se font par la méthode du pH différentiel proposée par Giusti & Wrolsted. Les anthocyanines ou anthocyanes ou anthocyanosides, sont les pigments naturels responsables des couleurs rouge bleu violette). La mesure de l’activité antioxydante a utilisé deux méthodes : les radicaux DPPH, et les radicaux ABTS•+. Voici un extrait du tableau, de 5 fruits sur les 44 analysés :
| Concentrations des composés bioactifs et activités antioxydantes |                |               |              |                      |                      |
| Fruit                                                            | CPT mg/100 g   | TFT mg/100 g  | TAM mg/100 g | DPPH μmol/100g/100 g | ABTS μmol/100g/100 g |
| Açai                                                             | 708.22 ± 10.21 | 197.25 ± 6.30 | 46.12 ± 1.83 | 3951.94 ± 13.99      | 4035.35 ± 9.82       |
| Acérola                                                          | 593.77 ± 10.16 | 29.09 ± 0.34  | 4.52 ± 0.00  | 7433.37 ± 26.26      | 8511.84 ± 61.44      |
| Mûre                                                             | 198.21 ± 2.02  | 38.47 ± 0.77  | 54.65 ± 2.96 | 1988.72 ± 39.57      | 2040.39 ± 21.75      |
| Fraise                                                           | 221.29 ± 5.63  | 38.94 ± 0.78  | 12.18 ± 0.06 | 1646.10 ± 23.14      | 2033.12 ± 13.12      |
| Panã                                                             | 902.18 ± 10.68 | 449.18 ± 4.88 | 0.00         | 4486.11 ± 30.40      | 4778.32 ± 19.83      |

Si nous classons successivement chaque colonne par ordre décroissant de valeur, nous trouvons des ordres différents: chaque approche donne une classification différente (en gras le maximum d'une colonne).
Dans la table générale des 44 fruits, les extraits de fruits ayant la plus forte concentration en  composés phénoliques totaux (CPT) sont dans l’ordre décroissant
panã (Annona crassiflora) > Açai > jabuticaba (Myrciaria cauliflora) > acérola (Malpighia emarginata)... > fraise ...> mûre ...
Pour la colonne des Teneurs en flavonoïdes totaux (TFT), l’ordre décroissant des valeurs est
panã > Açai > carambole (Averrhoa carambola) ...> fraise > mûre > ... > acérola >...
Dans la colonne des teneurs en anthocyanes monomères (TAM), l’ordre décroissant est
mûre (Rubus fruticosus) > Açai > myrtille (Vaccinium myrtillus) ... > fraise  ...> acérola ...> panã
La colonne de l’activité antioxydante DPPH•, donne l’ordre décroissant est
acérola > jabuticaba (Myrciaria cauliflora) > panã > Açai ... > mûre ...> fraise >...
La dernière colonne des activités antioxydantes ABTS•+
acérola > panã > Açai > jabuticaba ...> mûre...> fraise...
Par rapport aux 44 fruits analysés, on constate que l’açai est en deuxième position derrière le panã ou la mûre en ce qui concerne les teneurs en composés bioactifs mais en quatrième et troisième position pour les indices du pouvoir antioxydant.

Distribution des échantillons de fruits entre CC1 et CC2. Trois fruits s’écartent des autres : le panã, l’açai, l’acérola (Stafussa et al, 2018)

L’analyse statistique multivariée permet d'évaluer un grand nombre d'échantillons, facilitant l'élucidation des relations possibles entre l'ensemble de données. Il a été observé que seules deux composantes communes (CC1 et CC2) étaient suffisantes pour expliquer près de 100 % de la variance des données. Un groupe principal contenant la plupart des échantillons peut être observé. L’açai et le panã sont éloignés du groupe principal en raison d’une grande capacité antioxydante venant de leur forte teneur en composés phénoliques, alors que l’acérola s’écarte des autres en raison d’un potentiel antioxydant très supérieur aux autres venant de l’acide ascorbique (vitamine C) et de leurs caroténoïdes.
Études in vivo
Les études réalisées sur des humains montrent que les capacités antioxydantes du sang augmentent deux heures après l’ingestion d'une solution à base d'açai,. Une étude comparant les qualités antioxydantes des diverses variétés d'açaï a montré que la variété à graines blanches ne contient pratiquement pas d'antioxydants (traces), à l'inverse de la variété à graines pourpres, le plus souvent commercialisée.
Une étude prospective menée sur 35 femmes en bonne santé, divisée en deux groupes, un groupe d'intervention qui a reçu 200 g de pulpe d'açai lyophilisée par jour pendant 4 semaines, et un groupe témoin qui n'a reçu aucune intervention. La consommation d’açai a augmenté la capacité antioxydante totale ainsi que le transfert des esters de cholestérols vers les HDL.
Les anthocyanes, antioxydants prédominants de l’açaí, permettent de réduire la formation de radicaux libres qui provoquent le vieillissement tissulaire, des dégâts dans les organes et peuvent modifier certains gènes. Les radicaux libres sont également impliqués dans de nombreuses maladies comme la cataracte, l’arthrite, les maladies cardiovasculaires ou certains cancers.

### Effet antiprolifératif
Des études ont permis de mettre en évidence l’action anti-proliférative de l’açaí.
On a pu notamment constater l’inhibition, par apoptose, de la prolifération de cellules leucémiques par des extraits de pulpe d’açaí congelée. In vitro des doses d’extraits d’açaí de 50, 100 et 200 μg/ml sur des cellules de gliome-C6 cérébral de rat, conduisent à une suppression de la prolifération de 38 %, 45 % et 62 % respectivement. Comparés à l’action anti-proliférative d’extraits d’autres baies riches en anthocyanes et à un groupe contrôle non-traité, les extraits d’anthocyanes issus de l’açaí présentent un effet significatif par rapport au groupe contrôle et aux autres extraits (myrtille, goyave ou framboise).
In vivo, des souriceaux prétraités par une substance génotoxique (entraînant la formation d’espèces oxygénées activées) sont traités à la pulpe d’açaí (3,33, 10,0, et 16,67 g/kg de poids) soit sur 24 heures, soit sur 14 jours consécutifs et sont comparés à un groupe contrôle positif (traité par la substance génotoxique) et à un groupe contrôle négatif (traité par l’eau distillée). Les résultats montrent que, quelle que soit la durée du traitement, la pulpe d’açaí réduit la génotoxicité induite.

### Effet cardioprotecteur
Des études in vivo montrent l’effet anti-cholestérol et l’effet coupe-faim de l’açaí.
L’examen in vivo de l’effet de la pulpe d’açaí (régime enrichi à 2 % d’açaí) chez des rats ayant un régime normal ou un régime hypercholestérolémiant avec des groupes contrôles sans açaí a été mené. Chez les rats au régime hypercholestérolémiant, l’addition de pulpe d’açaí entraîne une baisse du cholestérol total et du LDL cholestérol et une baisse de l’oxydation des protéines. L’apport d’açaí provoque une réduction significative de l’activité de la SOD (Superoxyde Dismutase : enzyme qui, en catalysant la dismutation du superoxyde en dioxygène et peroxyde d’hydrogène, favorise la défense du métabolisme contre les radicaux libres) seulement dans le groupe de rats hypercholestérolémiques, indiquant le lien entre le régime et le traitement à l’açaí. On constate aussi une baisse quantitative des aliments ingérés dans le groupe hypercholestérol + açaí comparé au groupe hypercholestérol.
Enfin, une étude randomisée contre placebo chez des lapins avec induction d’athérosclérose montre une diminution du cholestérol total (diminution de l’absorption et de la synthèse) et une réduction de l’épaisseur de l’intima.

### Activité anti-inflammatoire
L'étude de Schauss et al (2006) a examiné les effets d'un extrait de pulpe d'açai lyophilisée sur la production d'oxyde nitrique induite par les lipopolysaccharides (LPS) chez des cellules immunitaires in vitro.
L’exposition d’une cellule à des LPS peut entraîner la production d'oxyde nitrique par la cellule. Les chercheurs ont constaté que l'extrait de pulpe d'açai lyophilisée réduisait significativement la production d'oxyde nitrique induite par les LPS, c’est-à-dire que ces extraits pourraient avoir des propriétés anti-inflammatoires. Cependant ces résultats obtenus in vitro, demandent confirmation dans l’organisme humain.
Dans une autre étude de 2017, Carey, Amanda N., et al., ont montré que les régimes alimentaires de rats supplémentés pendant 8 semaines avec 2 % en pulpe d'Euterpe oleracea avait un effet bénéfique sur la mémoire des rats âgés. Supplémentés avec de l'açai, les rats ont montré une amélioration significative de leur mémoire spatiale et de leur mémoire à long terme, par rapport aux rats âgés témoins. Les auteurs ont suggéré que ces améliorations cognitives pourraient être attribuées aux propriétés anti-inflammatoires et antioxydantes des polyphénols contenus dans l'açai.

## Allégations pharmacologiques

### Pouvoir amaigrissant
Contrairement à ce que disent certaines publicités, aucune étude ne confirme le pouvoir amaigrissant de l'açaï. « Ni l’açaï ni aucun autre aliment n’a la propriété de faire maigrir. Une personne en processus d’amaigrissement réussira à perdre du poids uniquement en réduisant la taille de ses portions et en étant plus active quotidiennement, tout simplement » (Judith Blucheau, 2009). Au contraire, l’açai est un produit très énergétique (de 523 à 534 kcal/100 g), comparable à un fruit à coque comme la noix de cajou qui se comporte comme un coupe-faim « traître ».

## Consommation

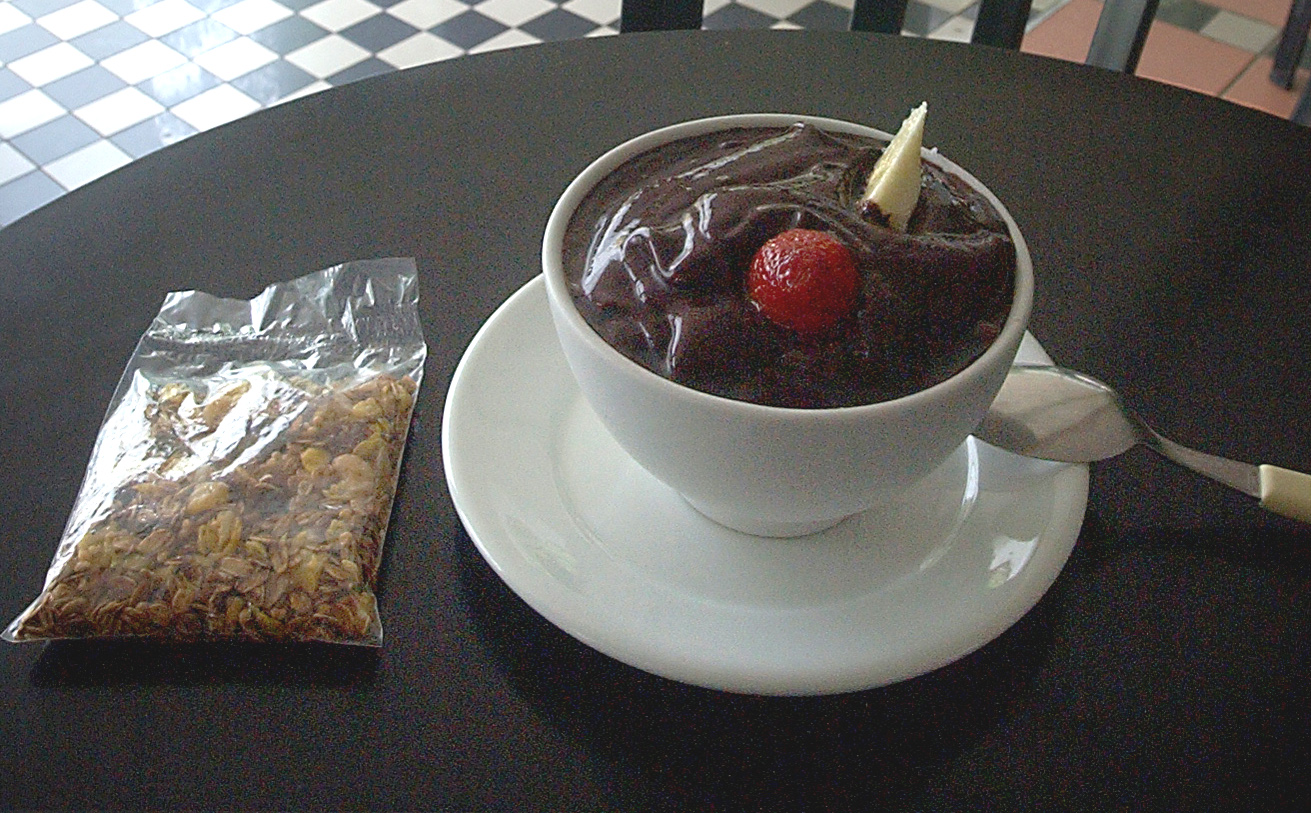
Sorbet préparé avec la pulpe des fruits macérée, très colorée par les anthocyanes et très appréciée.

L'açaï est un aliment très important pour les habitants d'Amazonie, où il est consommé quotidiennement depuis les temps pré-colombiens. Après la cueillette, la chair est extraite du noyau pour former une purée liquide d’un violet intense. Elle est traditionnellement consommée en accompagnement du poisson, des crevettes ou de la viande, accompagnée de farine de manioc, et éventuellement agrémentée de sucre et de glaçons. C’est une des sources principales d’énergie pour ces populations qui l'utilisent aussi pour soigner troubles digestifs et maladies de la peau… 
Le fruit s’est répandu dans le reste du Brésil au cours des années 1990. C’est d’abord les pratiquants du Jiu Jitsu Brésilien, un sport de combat très populaire au Brésil qui l’adoptèrent. En effet, la famille Gracie, qui donna ses lettres de noblesse à cette discipline et la démocratisa au Brésil, venait des régions de consommation de l’açaí et en fit un des ingrédients principaux de l’alimentation de ses disciples. L’açaí fournit l’énergie dont les sportifs ont besoin, ainsi que des minéraux et oligo-éléments qui facilitent la production d’énergie et l’activité musculaire. La consommation d’açaí s’élargit ensuite à tous les autres sportifs, en particulier aux surfeurs et adeptes des salles de sport.

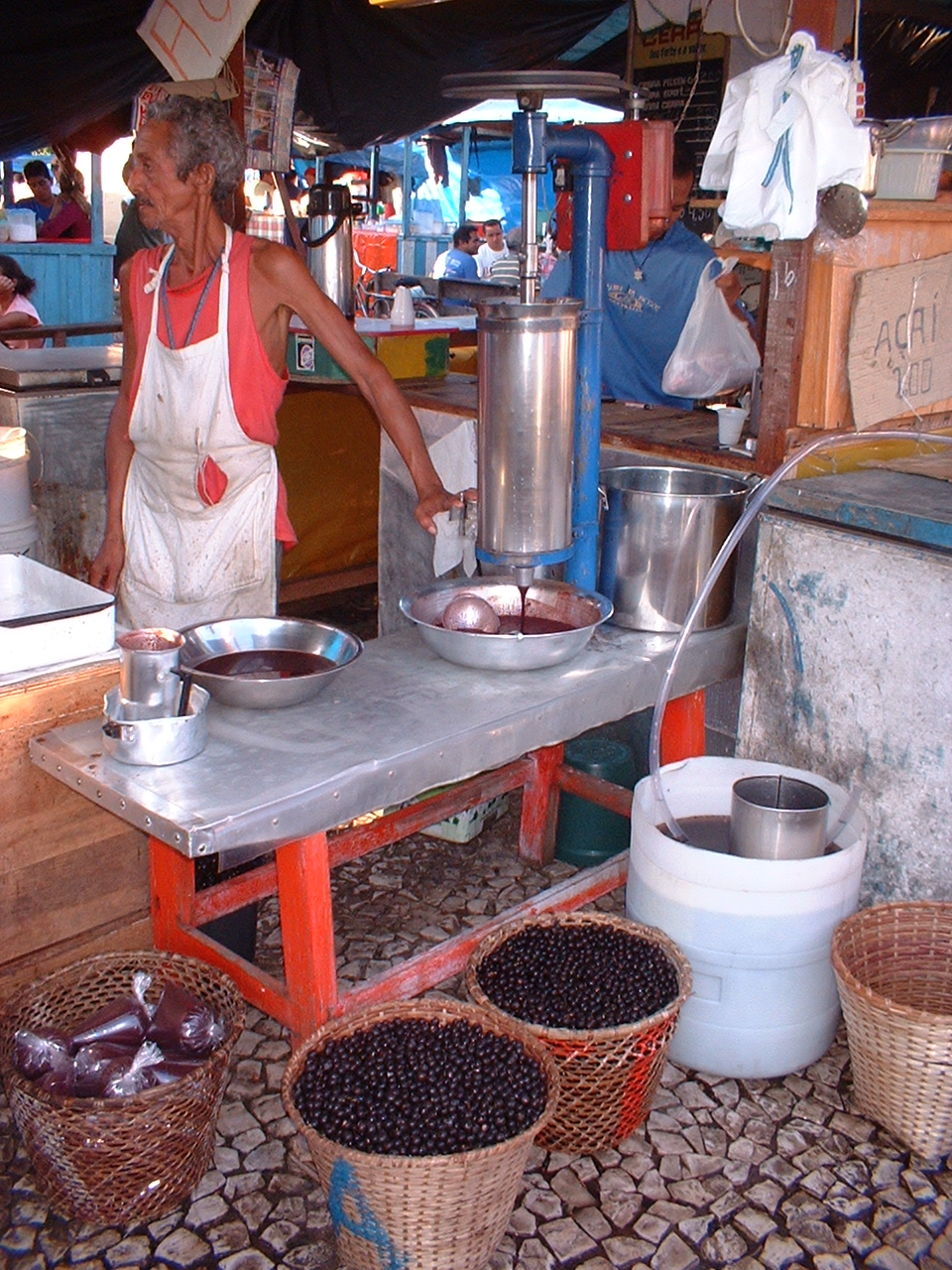
Vendeur de rue d'açai, Belem

L’açaí étant un fruit très fragile, sa consommation en dehors des zones de cueillette ne peut se faire qu’avec de la pulpe congelée. Dans le reste du Brésil, l’açaí est donc consommé en smoothies ou en açaí bowls. La pulpe congelée est mixée avec d’autres fruits pour former un smoothie épais et glacé que l’on sert dans un bol recouvert de céréales, de graines et de fruits frais. Ce mets onctueux est principalement consommé au petit-déjeuner, à la place d’un repas, ou après le sport.
C’est sous cette forme que l’açaí traversa les frontières dans les années 2000, d’abord vers les États-Unis et l'Australie au sein des communautés de surfeurs, et vers le Japon, par le biais de l’importante diaspora japonaise au Brésil.
En 2015, 72 % de la production d’açaí est encore consommée localement, dans les zones de production. 25 % de l'açai est consommé dans le reste du Brésil. La forte hausse de la demande dans le reste du pays a fait beaucoup augmenter le prix du fruit dans les années 2000. Cette hausse a fortement stimulé l’économie des zones de cueillette, qui sont parmi les plus pauvres du Brésil. La hausse des prix a rendu plus intéressante la culture du fruit du palmier qui, jusque dans les années 1990, était abattu pour la production de cœur de palmiers. Les prix se sont stabilisés depuis le début des années 2010, grâce aux efforts des institutions locales pour augmenter les rendements des zones de cueillette. L’exportation, qui représente encore seulement 3 % de la production, est très largement tournée vers les États-Unis (45 % des exportations) et le Japon (45 % des exportations).
Les noyaux du fruit sont utilisés dans l’artisanat amazonien et comme combustible dans les chaudières des usines de production de pulpe d’açaí.
Le Brésil est de loin le plus grand producteur d'açai, avec une production estimée à environ 1,5 million de tonnes de fruits (T. Ozbun, 2022).